# Batalla de Ullais
La batalla de Ullais (en árabe: معركة أليس‎) enfrentó a las fuerzas del Califato Rashidun y del Imperio persa sasánida a mediados de mayo del 633 en Irak. En ocasiones se la  conoce como la Batalla del Río de Sangre ya que, como resultado de la batalla, hubo elevadas bajas entre los Sasánidas y los árabes cristianos.
Fue la última de las cuatro batallas consecutivas entre musulmanes invasores y persas. Después de cada batalla los persas y sus aliados se reagrupaban y luchaban de nuevo. Estas batallas concluyeron con la retirada del ejército persa sasánida de Irak y su captura por los musulmanes bajo el Califato Rashidun.

## Contexto
Antes de enfrentarse a los persas Khalid ibn al-Walid escribió a Hormuz, el gobernador persa del distrito fronterizo de Dast Meisan, diciendo:
 
Tras su derrota en la batalla de Walaya, los supervivientes sasánidas de la batalla, en su mayoría Árabes Cristianos huidos del campo de batalla, cruzaron el río Khaseef (afluente del Éufrates) y avanzaron entre este río y el Éufrates. Su huida terminó en Ullais, a unos 16 kilómetros del campo de batalla de Walaya. Los Musulmanes eran conscientes de la presencia de árabes hostiles en Ullais pero, no consideraron que fueran un peligro hasta que finalmente se reagruparon y el comandante musulmán Khalid ibn Walid fue informado de la llegada de más efectivos árabes, principalmente de la tribu árabe cristiana de Bani Bakr, reclutándose más hombres en la región entre Al-Hirah y Ullais. El Ejército del Califato Rashidun bajo Khalid cruzó el Khaseef y se dirigió hacia Ullais. El Emperador Ardsheer envió entretanto órdenes a Bahman Jaduya de que se dirigiera a Ullais y se pusiera al frente de los contingentes árabes para detener el avance de los musulmanes. Bahman envió a Ullais a su general Jaban con órdenes de contener las operaciones hasta la llegada del propio Bahman Jaduya. Cuando Jaban partió, Bahman Jaduya regresó a Ctesifonte para discutir ciertos asuntos con el Emperador, al que encontró muy enfermo, permaneciendo en la corte. En ese momento, Persas y Árabes se había dado cuenta de que el objetivo de los Musulmanes era Al-Hirah y decidieron luchar y derrotar al ejército musulmán. Los Árabes cristianos estaban liderados por un jefe llamado Abdul-Aswad que había perdido a sus dos hijos en Walaya contra los musulmanes y quería venganza.

## La batalla
Uno de los comandantes musulmanes, Al-Muthanna ibn Haritha, avanzó con exploradores de caballería ligera hasta Ullais e informó al comandante musulmán Khalid ibn Walid de las posiciones árabes. Khalid trató de llegar a Ullais antes de que pudieran recibir refuerzos del Ejército sasánida, para evitar una batalla con un ejército que habría superado en número a los suyos; sin embargo, no consiguió su objetivo. Para evitar que los persas tuvieran tiempo para organizarse, Khalid decidió presentar batalla ese mismo día.
El campo de batalla se encontraba a 40 kilómetros al sureste de la ciudad iraquí de Najaf, y a unos 6 kilómetros al suroeste de la moderna Ash Shinafiyah.
El Ejército sasánida y los grupos de Árabes Cristianos acamparon entre el Éufratesy el Khaseef, dejando a su espalda la unión de ambos ríos a su espalda. El comandante musulmán Khalid ibn Walid organizó su ejército en formación de batalla, nombrando Adi ibn Hatim (que era hijo del famoso líder cristiano árabe Hatim At Tai y antiguo cristiano) como comandante del ala derecha y Asim ibn Umar en el ala izquierda. Jaban supo de los avances del ejército del Califato Rashidun poco antes del mediodía. Era hora de comer y los soldados persas debían tomar su comida, pero las tropas Sasánidas se abstuvieron de comida para "mostrar su dureza" a los Musulmanes.

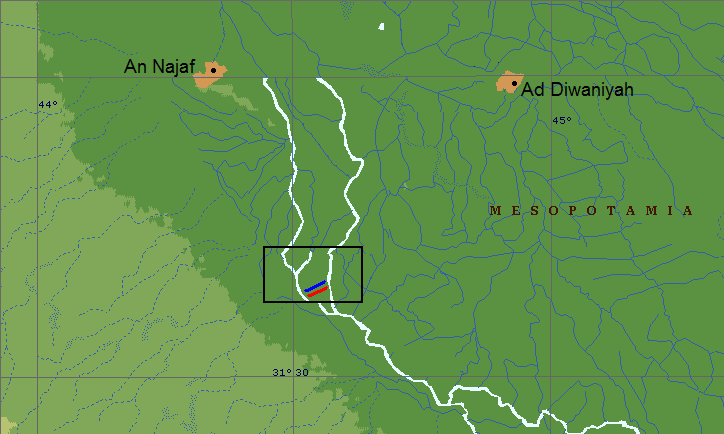
El sitio de la batalla de Ullais, mostrando el ejército musulmán (en rojo) y el ejército sasánida (en azul).

Jaban organizó el Ejército sasánida rápidamente antes de que los musulmanes pudieran llegar, haciendo que los Árabes Cristianos formaran las alas de su ejército, con Abdul-Aswad en la derecha y Abjar en la izquierda, quedando el Ejército Imperial en las posiciones centrales. El campo de batalla estaba al sureste de Ullais entre el Éufrates y Khaseef. El ejército persa se desplegó de espaldas a Ullais, mientras que frente a él se desplegó el Ejército del Califato Rashidun. El norte de ambos ejércitos descansaba sobre el Éufrates y el sur sobre el río Khaseef, una distancia de aproximadamente 4 kilómetros.
No conocemos las maniobras utilizadas por Khalid, pero sabemos que el comandante musulmán Khalid ibn al-Walid mató al jefe tribal árabe cristiano Abdul-Aswad en duelo. La lucha fue más intensa en la orilla del Khaseef y las crónicas musulmanas mencionan que Si alguna vez un ejército quiso luchar hasta el final, fue el ejército imperial de Ullais. La batalla se prolongó a lo largo de varias horas, sin que ninguno de los contendientes mostrara debilidad.
A primera hora de la tarde, los persas y sus aliados árabes, incapaces de resistir el empuje musulmán, se retiraron finalmente se retiró al noroeste en la dirección de Al-Hirah.
Khalid ibn al-Walid solía estar en inferioridad numérica frente a persas y sus aliados, pero conocía la guerra en el desierto y, cuando se les amenazaba, sus hombres se retiraban al desierto, donde no podían ser perseguidos. Los camellos árabes bebían agua con menos frecuencia que los caballos persas. Khalid también usaba el desierto para su línea de suministro de camellos.
Las tribus árabes eran las únicas que podían interferir con su estrategia y derrotarlo desde la retaguardia al interrumpir su línea de suministro y detener sus rutas de escape. Khalid ibn al-Walid temía que, si estas tribus se reagrupaban, podrían atacar su retaguardia y cortar sus rutas de escape. También temía que los persas se reagruparan y atacaran de frente. Ya habían luchado contra él en tres batallas y habían conseguido reorganizarse tras la derrota.

### El "Río de Sangre"
El historiador islámico Tabari afirma que al ser incapaz de romper las líneas defensivas de los sasánidas, Khalid había prometido a Alá, hacer brotar ríos de sangre de las fuerzas sasánidas si ganaba la batalla. Los sasánidas comenzaron a huir hacia Al-Hirah ante el renovado y vigoroso ataque musulmán. Miles de ellos murieron a orillas del río, cuyas aguas se volvieron rojas por la cantidad de muertos.
Khalid Ibn Walid ordenó a algunos de sus hombres que anunciaran públicamente que los persas fueran capturados, no muertos -a menos que se defendieran. Grupo tras grupo, los persas fueron rindiéndose y llevados ante Khalid, que dio la orden de que los decapitaran a lo largo de la orilla del río. Durante los dos días siguientes, persiguió a los soldados persas que huían hasta que se encontraban bloqueados por los ríos. Todos fueron decapitados. Cuando vio que la sangre se coagulaba en el suelo, y siguiendo el consejo de Qa'qa ibn Amr, uno de sus comandantes, Khalid ordenó abrir la presa en el río, y el agua fluyó y movió molinos, con los que obtener harina y hacer pan con los que alimentó a sus 18.000 hombres durante tres días, cumpliendo así su juramento de inundar el río con sangre.
Este episodio no se menciona en ninguna otra fuente antigua, incluyendo al historiador Al-Baladhuri. Mientras que los musulmanes no tenían nombre para el río en el que los persas fueron decapitados, Agha Ibrahim Akram lo identificó con el río Khaseef o Khasif, afluente del Éufrates. La historia de Cambridge de Irán añade que esta leyenda también se atribuye a otros comandantes árabes.

## Consecuencias
Más de 70.000 sasánidas perdieron la vida en la batalla, incluidos los decapitadospor orden de Khalid. Sin embargo, el comandante sasánida Jaban escapó. Después de la batalla, Khalid impuso yizya a los civiles de Ullais y les ordenó actuar como espías entre los iraníes.
Khalid dio un homenaje a la ejército persa sasánida. Dijo:
 
Después, Khalid sitió la ciudad de Al-Hirah, la capital regional de la baja Mesopotamia, en la batalla de Hira en la última semana de mayo del 633. A los habitantes se les dio la paz en los términos del pago anual de jizya (homenaje) y accedieron a proporcionar información a los musulmanes. Después de descansar sus ejércitos, en junio de 633, Jalid puso sitio a Anbar que a pesar de la feroz resistencia cayó en julio de 633 como resultado de la asedio impuesto a la ciudad. Khalid entonces se movió hacia el sur, y Ein ul Tamr capturado en la última semana de julio, 633.
Más tarde, en diciembre de 633, algunas tribus árabes asistidas por una guarnición persa hicieron exactamente lo que temía, en Ain al-Tamr. Atacaron su línea de suministro así que Khalid ibn al-Walid tuvo que enfrentarlos.
A continuación, Khalid sitió Ein al-Tamr, acordando su rendición con acuerdo. De este modo, todo el sur y centro de Irak quedó bajo control musulmán. En 634 Abu Bakr le ordenó que se dirigiera a Siria con la mitad de su ejército para dirigir la invasión del Imperio Bizantino. Misna bin Haris fue nombrado sucesor de Khalid. Los persas, con su nuevo emperador Yazdgerd III se reagruparon y consiguieron derrotar a los Musulmanes en la Batalla del Puente, reconquistando Irak. La segunda invasión de Irak tuvo lugar bajo el gobierno de Sa'd ibn Abī Waqqās que, después de derrotar al Ejército sasánida en la Batalla de al-Qādisiyyah en 636, capturó Ctesifónte, tras lo que procedió a someter por completo al Imperio persa sasánida.